# بريطانيا الرومانية
بريطانيا الرومانية تشير إلى تلك الأجزاء التي سيطرت عليها الامبراطورية الرومانية من جزيرة بريطانيا العظمى بين عامي 43 و410 ميلادية . و عـُرفت لديهم باسم مقاطعة بريطانيا. كان يوجد في العصر الحديدي البريطاني السابق للغزو الروماني صلات ثقافية واقتصادية فعلية مع القارة الأوروبية، ولكن الغزاة جلبوا التطورات الجديدة في مجال الزراعة، والعمران، والصناعة، والهندسة المعمارية، وترك إرثا لا يزال واضحة حتى اليوم.
السجلات التاريخية لما بعد الغزو الأولي هي قليلة، رغم أن الكثير من المؤرخين الرومان ذكروا المقاطعة بشكل عابر. أغلب المعرفة بالفترة تنبع من التحقيقات الأثرية و خصوصاً الأدلة الإبيغرافية.
غزا يوليوس قيصر بريطانيا في عامي 55 و54 قبل الميلاد كجزء من حروبه الغالية. وفقا لقيصر، فقد اُجتيح البريطانيين أو اُستوعبوا ثقافيًا من قبل قبائل سلتية أخرى خلال العصر الحديدي البريطاني، وكانوا يساعدون أعداء قيصر. حصل قيصر على الجزية، ونصب الملك الصديق ماندوبراسيوس بدلًا من قبيلة تراينوفا، ثم عاد إلى بلاد الغال. أُلغيت الغزوات المخططة بقيادة أغسطس في أعوام 34 و27 و25 قبل الميلاد. في عام 40 م، قام كاليغولا بتجميع مئتي ألف رجلًا في قناة المانش، وذلك بهدف جمع الأصداف البحرية فقط وفقًا لسويتونيوس، وربما كبادرة رمزية للإعلان عن انتصار كاليغولا على البحر. وبعد ثلاث سنوات، أمر كلوديوس أربعة فيالق بغزو بريطانيا واستعادة الملك المنفي فيريكا بدلًا من قبيلة الأتريباتس. هزم الرومان قبيلة كاتيوفيلاوني، ثم نظموا مناطقهم المحتلة تحت اسم مقاطعة بريطانيا. بحلول عام 47، سيطر الرومان على كامل الأراضي جنوب شرق طريق فوس. تأخرت السيطرة على ويلز بسبب الانتكاسات وتأثيرات انتفاضة بوديكا، لكن استمر الرومان في التوسع بثبات نحو الشمال.
استمر غزو بريطانيا تحت قيادة جنيوس جوليوس أجريكولا (77-84)، الذي وسع الإمبراطورية الرومانية حتى كاليدونيا. في صيف 84، واجه أغريكولا جيوش كاليدونيا بقيادة كالجاكوس في معركة مونس جراوبيوس. وقدر تاسيتوس أن عدد ضحايا المعارك وصل إلى عشرة آلاف من الجانب الكاليدوني وحوالي 360 من الجانب الروماني. أنهى حمام الدم في مونس جراوبيوس غزوة بريطانيا التي استمرت أربعين عامًا، وهي الفترة التي شهدت مقتل ما بين مئة ألف ومئتين وخمسين ألف بريطاني. في سياق حروب ما قبل التصنيع وإجمالي عدد سكان بريطانيا البالغ مليوني نسمة وقتها، فإن هذه الأرقام مرتفعة للغاية.
في عصر امبراطوري القرن الثاني هادريان وأنطونيوس بيوس، بُني جدارين للدفاع عن المقاطعة الرومانية من الكاليدونيين، الذين لم يُسيطر على ممالكهم في المرتفعات الأسكتلندية على الإطلاق. في حوالي عام 197، قسمت إصلاحات سيفيروس بريطانيا إلى مقاطعتين: بريطانيا العليا وبريطانيا السفلى. قُسمت بريطانيا خلال إصلاحات ديوكلتيانوس في نهاية القرن الثالث إلى أربع مقاطعات تحت إشراف فيقار، الذي كان يدير أبرشية البريطانيين. صُدق على إنشاء المقاطعة الخامسة فالنتيا تشهد في وقت لاحق من القرن الرابع. خضعت بريطانيا خلال فترة لاحقة من الاحتلال الروماني لغزوات بربرية وغالبًا ما كانت تحت سيطرة المغتصبين الإمبراطوريين والمطالبين بالعرش الإمبراطوريين. حدث الانسحاب الروماني النهائي من بريطانيا نحو عام 410. ويُعتبر أن الممالك الأصلية كونت بريطانيا شبه الرومانية في وقت لاحق.
ظهرت ثقافة رومانية-بريطانية مميزة بعد احتلالهم لبريطانيا إذ قدم الرومان الزراعة المحسنة والتخطيط الحضري والإنتاج الصناعي والهندسة المعمارية. أصبحت الإلهة الرومانية بريتانيا تجسيدًا نسائيًا لبريطانيا. ذكر المؤرخون الرومانيون عمومًا بعد الغزوات الأولية بريطانيا بشكل عابر. وبسبب هذا، فإن معظم المعرفة الحالية آتية من البحوث الأثرية والأدلة النقشية العرضية التي تشيد بالإنجازات البريطانية للإمبراطور. استقر المواطنين الرومان في بريطانيا وقدموا من أجزاء عديدة من الإمبراطورية.

## التاريخ

### الاتصال المبكر
كانت بريطانيا معروفة للعالم الكلاسيكي. إذ تداول الإغريق والفينيقيين والقرطاجيين القصدير الكورنوالي في القرن الرابع قبل الميلاد. وأشار الإغريق إلى كاسيتيريدس أو «جزر الصفيح»، ودونوا مكانها بالقرب من الساحل الغربي لأوروبا. يقال إن البحار القرطاجي هملكون زار الجزيرة في القرن السادس أو الخامس قبل الميلاد بالإضافة إلى المستكشف اليوناني بيثياس في القرن الرابع. وقد اُعتبرت مكانًا غامضًا، إذ رفض بعض الكتاب الاعتقاد بوجود مثل هذا المكان على الإطلاق.
كان أول اتصال روماني مباشر عندما قام يوليوس قيصر بعثتين في عامي 55 و54 قبل الميلاد كجزء من غزوه للغال، معتقدًا أن البريطانيين كانوا يساعدون المقاومة الغالية. كانت الحملة الأولى عبارة عن استطلاع أكثر من غزو كامل وحصلت على موطئ قدم على ساحل كنت لكنها لم تستطع التقدم أكثر بسبب الأضرار الناجمة عن العواصف للسفن ونقص سلاح الفرسان. وعلى الرغم من الفشل العسكري فقد كان نجاحًا سياسيًا، إذ أعلن مجلس الشيوخ الروماني عطلة عامة لمدة 20 يومًا في روما لتكريم الإنجاز غير المسبوق المتمثل في الحصول على رهائن من بريطانيا وهزيمة القبائل البلجيكية في طريق العودة إلى القارة الأوروبية.
اشتمل الغزو الثاني على قوة أكبر بكثير وأجبر قيصر أو دعا العديد من القبائل الكلتية الأصلية لدفع الجزية وتسليم الرهائن مقابل السلام. وتوج الملك المناصر له ماندوبراسيوس بدلًا من منافسه كاسيفيلاونوس. سلمت القبائل الرهائن، لكن اختلف المؤرخون حول دفع الجزية بعد عودة قيصر إلى بلاد الغال.
لم يغزو قيصر أي منطقة ولم يترك أي قوات وراءه، لكنه صنع تابعين له وأدخل بريطانيا في دائرة نفوذ روما. خطط أغسطس لغزوات في عام 34 و27 و25 قبل الميلاد، لكن الظروف لم تكن مواتية أبدًا، واصبحت العلاقة بين بريطانيا وروما قائمة على الدبلوماسية والتجارة. أدعى سترابو -الذي كتب في وقت متأخر من عهد أغسطس- أن الضرائب على التجارة جلبت عائدات سنوية أكثر من أي غزو ممكن. يُظهر التحليل الأثري وجود زيادة في السلع الكمالية المستوردة في جنوب شرق بريطانيا. يذكر سترابو أيضًا الملوك البريطانيين الذين أرسلوا ممثلين دبلوماسيين إلى أوغسطس، كما تشير النقوش على مقبرة أغسطس إلى ملكين بريطانيين جاءوا إليه كلاجئين. عندما تحركت بعض سفن تيبيريوس إلى بريطانيا في عاصفة خلال حملاته في ألمانيا في عام 16 بعد الميلاد، عادت بعدها بحكايات عن الوحوش التي رأوها.
يبدو أن روما قد وازنت القوى في جنوب بريطانيا، إذ دعمت مملكتين قويتين: كاتوفيلوني التي حكمها أحفاد تاسكيوفانوس، والأتريباتس التي حكمها أحفاد كوميوس. أُتبعت هذه السياسة حتى عام 39 أو 40 بعد الميلاد، عندما استقبل كاليغولا عضوًا منفيًا من سلالة كاتوفيلوني وخطط لغزو بريطانيا التي انهارت في ظروف هزلية قبل أن يغادر بلاد الغال. عندما غزا كلوديوس بريطانيا بنجاح في عام 43 بعد الميلاد، كان ذلك بفضل مساعدة حاكم بريطاني هارب آخر هو فيريكا من الأتريباتس.

## أعلام
- القديس باتريك
- بوديكا
- كارسيس